# (155290) Anniegrauer
(155290) Anniegrauer est un astéroïde de la ceinture principale.

## Description
(155290) Anniegrauer est un astéroïde de la ceinture principale. Il fut découvert le 5 décembre 2005 au Mont Lemmon par le programme Mount Lemmon Survey. Il présente une orbite caractérisée par un demi-grand axe de 3,25 UA, une excentricité de 0,06 et une inclinaison de 14,2° par rapport à l'écliptique.

## Compléments